# Eobothus
Eobothus es un género extinto de peces actinopterigios prehistóricos. Fue descrito por Eastman en 1914.
Vivió en Italia. Fue uno de los primeros géneros de peces planos, uno de los últimos grupos importantes de peces en evolucionar. Se parecía mucho a los peces planos modernos, con un cuerpo de forma ovalada de unos 10 centímetros (4 pulgadas) de largo, rodeado de aletas dorsal y anal alargadas. En el adulto, los ojos estaban ubicados en el lado izquierdo de la cabeza, como en las especies modernas, y el pez habría estado acostado contra el fondo marino en su lado derecho. Este fue un avance evolutivo con respecto a los peces planos aún más antiguos, como Heteronectes, en los que los ojos solo migraban parcialmente.